# إي. إل. إم. بورنس
إي. إل. إم. بورنس هو دبلوماسي وعسكري كندي، ولد في 17 يونيو 1897 في مونتريال في كندا، وتوفي في 13 سبتمبر 1985 في كندا.

## وصلات خارجية
- إي. إل. إم. بورنس على موقع مونزينجر (الألمانية)